# Tragia amblyodonta
Tragia amblyodonta là một loài thực vật có hoa trong họ Đại kích. Loài này được (Müll.Arg.) Pax & K.Hoffm. miêu tả khoa học đầu tiên năm 1919.